# Mikita Kaliada
Mikita Kaliada (15 de julio de 2000) es un deportista de Bielorrusia que compite en atletismo. Ganó una medalla de oro en el Campeonato Europeo de Atletismo Sub-20 de 2019, en la prueba de 10 km marcha.